# Consuelo Frank
Consuelo Frank Galza (Carrizal de Arteaga, Michoacán, 25 de abril de 1910-Ciudad de México, 31 de marzo de 1991) fue una actriz mexicana.

## Biografía y carrera
Consuelo Frank Galza nació el 25 de abril de 1910 en  Carrizal de Arteaga, Michoacán, México, siendo hija de Teresa Galza y Arturo Nischro Frank. Su padre murió cuando aún era pequeña. Debutó en el medio fílmico nacional con un breve papel en La boda de Rosario (1929), de Gustavo Sáenz de Sicilia, para luego iniciarse en el cine sonoro en el papel estelar femenino de Tierra, amor y dolor (1935), filmada en 1934.
Alrededor de finales de los años veinte, tuvo una hija, y estuvo casada con un hombre cuya identidad es desconocida.

### Muerte
El 31 de marzo de 1991, Frank falleció en Ciudad de México a los 80 años de edad, a causa de un desequilibrio hidroelectrolítico, una neoplasia de colon, y una cardiopatia aterosclerosa. Su cuerpo fue enterrado en el panteón Jardines del Recuerdo, ubicado en Tlalnepantla, Estado de México.

## Filmografía

### Cine
- 1929: La boda de Rosario
- 1935: Tierra, amor y dolor como la esposa
- 1935: Clemencia como Clemencia
- 1935: Monja, casada, virgen y mártir como doña Blanca de Mejía
- 1935: Sueño de amor como María, condesa d'Agoull
- 1935: La familia Dressel de Fernando de Fuentes como Magdalena
- 1935: Rosa de Francia como Isabel de Farnesio
- 1936: El calvario de una esposa como Inès
- 1937: El Superloco como Margarita
- 1937: Nostradamus como Florisa de Roncherolle
- 1937: ¡Ora Ponciano! como Rosario
- 1938: La Tierra del mariachi como Isabel
- 1938: Un viejo amor como Lola
- 1939: El indio como María
- 1939: Caballo a caballo como Marta
- 1939: Una luz en mi camino como María
- 1940: Herencia macabra como Rosa
- 1942: Los dos pilletes
- 1942: El conde de Montecristo como Condesa Mercedes de Morcef
- 1942: Los tres mosqueteros
- 1943: El padre Morelos
- 1943: Cristóbal Colón como Reina Isabel la Católica
- 1943: El Rayo del sur como María Antonia Morelos
- 1947: La Malagueña como Adoración
- 1952: El mártir del calvario como María, madre de Jesús
- 1953: Las tres perfectas casadas
- 1958: Ay... Calypso no te rajes!
- 1958: Fiesta en el corazón
- 1958: El Látigo negro
- 1958: El Misterio del látigo negro
- 1958: Ama a tu prójimo como Mamá de Sonia
- 1959: Mi niño, mi caballo y yo
- 1959: El Ánima del ahorcado contra el látigo negro
- 1959: La Reina del cielo como Josefa
- 1960: Verano violento
- 1960: La nave de los monstruos como líder de las mujeres del espacio
- 1960: La Sombra en defensa de la juventud
- 1960: Macario como virreina
- 1960: Las tres coquetonas como tía Clotilde
- 1960: Dos maridos baratos
- 1961: Los Laureles
- 1963: La Sombra blanca
- 1964: El Espadachín
- 1964: Así amaron nuestros padres
- 1964: Me llaman el cantaclaro
- 1965: Rateros último modelo
- 1965: Especialista en chamacas
- 1966: Fuera de la ley
- 1966: La mano que aprieta como señora Sánchez-Peña
- 1966: El Cachorro
- 1966: Nosotros los jóvenes como madre superiora
- 1966: El Temerario
- 1966: Los jinetes de la bruja como doña Eulalia Henestrosa
- 1967: Las Amiguitas de los ricos
- 1967: Si quiero
- 1967: Crisol como Juana
- 1967: Los alegres Aguilares como reverenda madre
- 1967: Nuestros buenos vecinos de Yucatán como mamá de Gloria
- 1967: Los hombres de Lupe Alvírez
- 1967: Santo, el Enmascarado de Plata vs. la invasión de los marcianos
- 1967: Tres mil kilómetros de amor como madre superiora
- 1968: Santo el enmascarado de plata vs los villanos del ring como doña Teresa Ramos
- 1968: La Ley del gavilán como doña Amanda
- 1968: Esta noche sí
- 1968: El Caudillo como doña Carmen
- 1968: Corazón salvaje
- 1968: La puerta y la mujer del carnicero
- 1969: Aventuras de Juliancito como madre de Luis
- 1969: El Hombre de negro como señora Williams
- 1969: Todo por nada
- 1969: Trampas de amor como mamá de Mauricio (segmento «Yvonne»)
- 1970: La Hermanita Dinamita como enfermera
- 1970: El Pueblo del terror como doña Remedios
- 1971: La Chamuscada
- 1971: Furias bajo el cielo
- 1971: Mama Dolores como Consuelito, directora cárcel
- 1971: La Hora desnuda
- 1972: Sucedió en Jalisco como tía Enedina
- 1972: Muñeca reina como doña Consuelo
- 1972: Hay ángeles sin alas como Sor Encarnación, madre superiora
- 1973: ¡Quiero vivir mi vida! como madre de Ana Luisa
- 1973: El Amor tiene cara de mujer como madre superiora
- 1974: El Hijo del pueblo como madre de Ofelia
- 1974: Adorables mujercitas
- 1975: Un mulato llamado Martín
- 1976: El Rey como madre superior
- 1977: Volver, volver, volver como doña María
- 1980: Mystère
- 1982: Retrato de una mujer casada como doña Cecilia
- 1985: Golondrina presumida

### Televisión
- 1969: Encadenados
- 1973: Cartas sin destino
- 1977: Corazón salvaje como Sor María Inés de la Concepción
- 1981: Extraños caminos del amor como Elisa
- 1983: Bodas de odio como tía Prudencia
- 1984: Los años felices como Ruperta
- 1986: Monte Calvario como Rosario
- 1987: Victoria como doña Gabriela